# Фейнд, Бартольд
Бартольд Фейнд (1633, Гамбург — 6 или 7 января 1691, там же) — германский филолог, богослов, астроном и географ, научный писатель, преподаватель. Отец адвоката и сатирика Бартольда Фейнда-младшего. Свои труды писал на латыни, часто пользовался псевдонимом Wahrmund.

## Биография
Большую часть жизни прожил в Гамбурге. Окончил гимназию Йоханнеум, затем поступил в Виттенбергский университет, где изучал языкознание и богословие, по окончании получил степень магистра богословия. С 1669 года преподавал в Йоханнеуме. С 1665 года занимался также астрономией, 2-й том его труда по данной науке вышел в 1683 году, годом ранее — труд по географии.
Главные работы: «Astronomia empirica» (1665); «Cosmographia» (1682, впоследствии неоднократно переиздавался); «Astronomia» (1683, также переиздавался); «Neue Cosmographia»; «Antisophistica»; «Gerrae Sociniani cujusdam de SS. Trinitatis mysterio dissipatae»; «Portula linguae latinae»; «Hortus comicus»; «Phraseologia Plautino-Terentiana».